# Vicente Amorim
Pour les articles homonymes, voir Amorim.
Vicente Amorim, né en 1966 à Vienne, est un réalisateur brésilien.
Il est le fils du ministre des Affaires étrangères brésilien Celso Amorim.

## Filmographie
- 1990 : Vaidade (court-métrage)
- 1991 : Lona (court-métrage)
- 1995 : Tudo Cheira a Gasolina (court-métrage)
- 2000 : Não fique pilhado (court-métrage)
- 2001 : 2000 Nordestes (documentaire)
- 2009 : O Caminho das Nuvens
- 2009 : Par-delà le bien et le mal (Good)
- 2011 : Cœurs sales (Corações Sujos)
- 2014 : Rio, I Love You (Rio, Eu Te Amo), film à sketches brésilien (segments de transition)
- 2014 : Irmã Dulce
- 2020 : The Division (A Divisão)